# Hishimonus biuncinatus
Hishimonus biuncinatus är en insektsart som beskrevs av Li 1988. Hishimonus biuncinatus ingår i släktet Hishimonus och familjen dvärgstritar. Inga underarter finns listade i Catalogue of Life.